# Golden Globe per il miglior film straniero
Il Golden Globe per il miglior film straniero viene assegnato al miglior film straniero dalla HFPA (Hollywood Foreign Press Association).
È stato assegnato per la prima volta nel 1955, ma in modo continuativo dal 1974, venendo dapprima sostituito dalla suddivisione del premio in Golden Globe per il miglior film straniero in lingua inglese e Golden Globe per il miglior film straniero in lingua straniera (nel periodo 1957-1973). Anche con il Samuel Goldwyn International Award vennero premiati i film stranieri.

## Vincitori e candidati
L'elenco mostra il vincitore di ogni anno, seguito dai film che hanno ricevuto una candidatura. Per ogni film viene indicato il titolo italiano e titolo originale tra parentesi, il regista e la nazione di appartenenza.

### 1940
- 1949
  - Amleto (Hamlet), regia di Laurence Olivier (Regno Unito)

### 1950
- 1950
  - Ladri di biciclette, regia di Vittorio De Sica (Italia)
- 1955
  - La rivale di mia moglie (Genevieve), regia di Henry Cornelius (Regno Unito)
  - Vivrò nel tuo ricordo (Las mujer de las camelias), regia di Ernesto Arancibia (Argentina)
  - Ventiquattro occhi (Nijushi no hitomi), regia di Keisuke Kinoshita (Giappone)
  - Via senza ritorno (Weg ohne Umkehr), regia di Victor Vicas (Germania)
- 1956
  - Dangerous Curves, (Regno Unito)
  - All'est si muore (Kinder, Mütter und ein General), regia di László Benedek (Germania)
  - Kodomo no me, regia di Yoshiro Kawazu (Giappone)
  - Ordet - La parola (Ordet), regia di Carl Theodor Dreyer (Danimarca)
  - Stella, cortigiana del Pireo (Stella), regia di Mihalis Kakogiannis (Grecia)

### 1960
- 1960
  - Il ponte (Die Brücke), regia di Bernhard Wicki (Germania Ovest)
  - La chiave (Kagi), regia di Kon Ichikawa (Giappone)
  - Orfeo negro (Orfeu Negro), regia di Marcel Camus (Francia)
  - Il posto delle fragole (Smultronstället), regia di Ingmar Bergman (Svezia)
  - Finalmente l'alba (Wir Wunderkinder), regia di Kurt Hoffmann (Germania Ovest)
- 1961
  - La fontana della vergine (Jungfrukällan), regia di Ingmar Bergman (Svezia)
- 1962
  - La ciociara, regia di Vittorio De Sica (Italia)
  - Il bravo soldato Schwejk (Der Brave Soldat Schwejk), regia di Axel von Ambesser (Germania)
  - Il dominatore degli Indios (Ánimas Trujano (El hombre importante)), regia di Ismael Rodríguez (Messico)
- 1966
  - Giulietta degli spiriti, regia di Federico Fellini (Italia)

### 1970
- 1974
  - Il pedone (Der fußgänger), regia di Maximilian Schell (Repubblica Federale Tedesca)
  - Alfredo Alfredo, regia di Pietro Germi (Italia)
  - Kazablan, regia di Menahem Golan (Israele)
  - Effetto notte (La nuit américaine), regia di François Truffaut (Francia)
  - L'Amerikano (État de siège), regia di Costa-Gavras (Francia)
- 1975
  - Scene da un matrimonio (Scener ur ett äktenskap), regia di Ingmar Bergman (Svezia)
  - Amarcord, regia di Federico Fellini (Italia)
  - Soldi ad ogni costo (The Apprenticeship of Duddy Kravitz), regia di Ted Kotcheff (Canada)
  - Le folli avventure di Rabbi Jacob (Les aventures de Rabbi Jacob), regia di Gérard Oury (Francia)
  - Cognome e nome: Lacombe Lucien (Lacombe Lucien), regia di Louis Malle (Francia)
- 1976
  - Lies My Father Told Me (Les mensonges que mon pere me contait), regia di Ján Kadár (Canada)
  - Il mistero della signora Gabler (Hedda), regia di Trevor Nunn (Regno Unito)
  - L'affare della Sezione Speciale (Section spéciale), regia di Costa-Gavras (Francia/Italia/Germania Ovest)
  - Tutta una vita (Toute une vie), regia di Claude Lelouch (Francia/Italia/)
  - Il flauto magico (Trollflöjten), regia di Ingmar Bergman (Svezia)
- 1977
  - L'immagine allo specchio (Ansikte mot ansikte), regia di Ingmar Bergman (Svezia)
  - Gli anni in tasca (L'argent de poche), regia di François Truffaut (Francia)
  - Cugino, cugina (Cousin, Cousine), regia di Jean-Charles Tacchella (Francia)
  - Pasqualino Settebellezze, regia di Lina Wertmüller (Italia)
  - La scarpetta e la rosa (The Slipper and the Rose: The Story of Cinderella), regia di Bryan Forbes (Regno Unito)
- 1978
  - Una giornata particolare, regia di Ettore Scola (Italia)
  - Quell'oscuro oggetto del desiderio (Ese oscuro objeto del deseo), regia di Luis Buñuel (Spagna/Francia)
  - Cría cuervos, regia di Carlos Saura (Spagna)
  - Certi piccolissimi peccati (Un éléphant ça trompe énormément), regia di Yves Robert (Francia)
  - La vita davanti a sé (La vie devant soi), regia di Moshé Mizrahi (Francia)
- 1979
  - Sinfonia d'autunno (Höstsonaten), regia di Ingmar Bergman (Svezia)
  - Assassinio sul Nilo (Death on the Nile), regia di John Guillermin (Inghilterra)
  - Donna Flor e i suoi due mariti (Dona Flor e Seus Dois Maridos), regia di Bruno Barreto (Brasile)
  - Pop Lemon (Eskimo Limon), regia di Boaz Davidson (Israele)
  - Kravgi gynaikon, regia di Jules Dassin (Grecia)
  - Preparate i fazzoletti (Préparez vos mouchoirs), regia di Bertrand Blier (Francia)

### 1980
- 1980
  - Il vizietto (La cage aux folles), regia di Édouard Molinaro (Francia/Italia)
  - Il matrimonio di Maria Braun (Die Ehe der Maria Braun), regia di Rainer Werner Fassbinder (Germania Ovest)
  - Gli europei (The Europeans), regia di James Ivory (Regno Unito)
  - Mio Dio, come sono caduta in basso! , regia di Luigi Comencini (Italia)
  - Soldato d'Orange (Soldaat van Oranje), regia di Paul Verhoeven (Paesi Bassi)
- 1981
  - Tess, regia di Roman Polański (Francia)
  - Esecuzione di un eroe ('Breaker' Morant), regia di Bruce Beresford (Australia)
  - L'ultimo metrò (Le dernier métro), regia di François Truffaut (Francia)
  - Kagemusha - L'ombra del guerriero (My Brilliant Career), regia di Akira Kurosawa (Giappone)
  - La mia brillante carriera (Breaker Morant), regia di Gillian Armstrong (Australia)
  - Poseban tretman, regia di Goran Paskaljevic (Jugoslavia)
- 1982
  - Momenti di gloria (Chariots of Fire), regia di Hugh Hudson (Regno Unito)
  - Atlantic City, U.S.A. (Atlantic City), regia di Louis Malle (Francia/Canada)
  - U-Boot 96 (Das Boot), regia di Wolfgang Petersen (Germania Ovest)
  - Gli anni spezzati (Gallipoli), regia di Peter Weir (Australia)
  - Pixote - La legge del più debole (Pixote: A Lei do Mais Fraco), regia di Héctor Babenco (Brasile)
- 1983
  - Gandhi, regia di Richard Attenborough (Regno Unito)
  - Fitzcarraldo, regia di Werner Herzog (Germania Ovest)
  - La guerra del fuoco (La guerre du feu), regia di Jean-Jacques Annaud (Canada/Francia)
  - L'uomo del fiume nevoso (The Man from Snowy River), regia di George Miller (Australia)
  - La traviata, regia di Franco Zeffirelli (Italia)
  - Yol, regia di Şerif Gören e Yilmaz Güney (Svizzera/Turchia)
- 1984
  - Fanny e Alexander (Fanny och Alexander), regia di Ingmar Bergman (Svezia)
  - Carmen Story (Carmen), regia di Carlos Saura (Spagna)
  - Il servo di scena (The Dresser), regia di Peter Yates (Inghilterra)
  - Rita, Rita, Rita (Educating Rita), regia di Lewis Gilbert (Inghilterra)
  - The Grey Fox, regia di Phillip Borsos (Canada)
- 1985
  - Passaggio in India (A Passage to India), regia di David Lean (Regno Unito)
  - Carmen, regia di Francesco Rosi (Francia)
  - Mosse pericolose (La diagonale du fou), regia di Richard Dembo (Svizzera)
  - Paris, Texas, regia di Wim Wenders (Francia/Germania Ovest)
  - Una domenica in campagna (Un dimanche à la campagne), regia di Bertrand Tavernier (Francia)
- 1986
  - La storia ufficiale (La historia oficial), regia di Luis Puenzo (Argentina)
  - Il colonnello Redl (Oberst Redl), regia di István Szabó (Ungheria)
  - Papà... è in viaggio d'affari (Otac na sluzbenom putu), regia di Emir Kusturica (Jugoslavia)
  - Ran, regia di Akira Kurosawa (Giappone)
  - L'anno del sole quieto (Rok spokojnego slonca), regia di Krzysztof Zanussi (Polonia)
- 1987
  - Assault, regia di Fons Rademakers (Paesi Bassi)
  - Tre uomini e una culla (3 hommes et un couffin), regia di Coline Serreau (Francia)
  - Betty Blue (37°2 le matin), regia di Jean-Jacques Beineix (Francia)
  - Ginger e Fred, regia di Federico Fellini (Italia)
  - Otello, regia di Franco Zeffirelli (Italia)
- 1988
  - La mia vita a quattro zampe (Mitt liv som hund), regia di Lasse Hallström (Svezia)
  - Arrivederci ragazzi (Au Revoir Les Enfants), regia di Louis Malle (Francia)
  - Jean de Florette, regia di Claude Berri (Francia)
  - Pentimento (Pokayaniye), regia di Tengiz Abuladze (URSS)
  - Oci ciornie, regia di Nikita Mikhalkov (Italia)
- 1989
  - Pelle alla conquista del mondo (Pelle erobreren), regia di Bille August (Danimarca)
  - Il pranzo di Babette (Babettes gæstebud), regia di Gabriel Axel (Danimarca)
  - La notte dei maghi (Hanussen), regia di István Szabó (Ungheria)
  - Donne sull'orlo di una crisi di nervi (Mujeres al borde de un ataque de nervios), regia di Pedro Almodóvar (Spagna)
  - Salaam Bombay!, regia di Mira Nair (India)

### 1990
- 1990
  - Nuovo Cinema Paradiso, regia di Giuseppe Tornatore (Italia)
  - Camille Claudel, regia di Bruno Nuytten (Francia)
  - Jésus de Montréal, regia di Denys Arcand (Canada)
  - Un affare di donne (Une affaire de femmes), regia di Claude Chabrol (Francia)
  - Život sa stricem, regia di Krsto Papić (Jugoslavia)
- 1991
  - Cyrano de Bergerac, regia di Jean-Paul Rappeneau (Francia)
  - Requiem per Dominic (Requiem für Dominik), regia di Robert Dornhelm (Austria)
  - La ragazza terribile (Das Schreckliche Mädchen), regia di Michael Verhoeven (Germania)
  - Taxi Blues (Taksi-Blyuz), regia di Pavel Lungin (URSS)
  - Sogni (Yume), regia di Akira Kurosawa (Giappone)
- 1992
  - Europa Europa, regia di Agnieszka Holland (Germania)
  - La doppia vita di Veronica (La double vie de Véronique), regia di Krzysztof Kieślowski (Francia/Polonia)
  - Madame Bovary, regia di Claude Chabrol (Francia)
  - Nikita, regia di Luc Besson (Francia)
  - Tacchi a spillo (Tacones lejanos), regia di Pedro Almodóvar (Spagna)
  - Disperso in Siberia (Zateryannyy v Sibiri), regia di Aleksandr Mitta (URSS)
- 1993
  - Indocina (Indochine), regia di Régis Wargnier (Francia)
  - Come l'acqua per il cioccolato (Como agua para chocolate), regia di Alfonso Arau (Messico)
  - Schtonk!, regia di Helmut Dietl (Germania)
  - Tutte le mattine del mondo (Tous les matins du monde), regia di Alain Corneau (Francia)
  - Urga - Territorio d'amore (Urga), regia di Nikita Mikhalkov (Russia)
- 1994
  - Addio mia concubina (Ba wang bie ji), regia di Kaige Chen (Hong Kong)
  - La corsa dell'innocente, regia di Carlo Carlei (Italia)
  - Il banchetto di nozze (Hsi yen), regia di Ang Lee (Taiwan)
  - Justiz, regia di Hans W. Geissendörfer (Germania)
  - Tre colori - Film blu (Trois couleurs: Bleu), regia di Krzysztof Kieślowski (Polonia)
- 1995
  - Farinelli - Voce regina (Farinelli: il castrato), regia di Gérard Corbiau (Belgio)
  - Vivere! (Huozhe), regia di Zhang Yimou (Hong Kong)
  - La regina Margot (La Reine Margot), regia di Patrice Chéreau (Francia)
  - Tre colori - Film rosso (Trois couleurs: Rouge), regia di Krzysztof Kieślowski (Polonia)
  - Mangiare bere uomo donna (Yin shi nan nu), regia di Ang Lee (Taiwan)
- 1996
  - I miserabili (Les misérables), regia di Claude Lelouch (Francia)
  - Come due coccodrilli, regia di Giacomo Campiotti (Italia)
  - Peccato che sia femmina (Gazon maudit), regia di Josiane Balasko (Francia)
  - Schlafes Bruder, regia di Joseph Vilsmaier (Germania)
  - Shanghai Triad - La triade di Shangai (Yao a yao yao dao waipo qiao), regia di Zhang Yimou (Cina)
- 1997
  - Kolya, regia di Jan Svěrák (Repubblica Ceca)
  - L'ottavo giorno (Le huitième jour), regia di Jaco Van Dormael (Belgio)
  - Il prigioniero del Caucaso (Kavkazskiy plennik), regia di Sergej Vladimirovič Bodrov (Russia)
  - Luna e l'altra, regia di Maurizio Nichetti (Italia)
  - Ridicule, regia di Patrice Leconte (Francia)
- 1998
  - La mia vita in rosa (Ma vie en rose), regia di Alain Berliner (Belgio)
  - Artemisia - Passione estrema (Artemisia), regia di Agnès Merlet (Francia)
  - Lea (Lea), regia di Ivan Fíla (Germania)
  - Il testimone dello sposo, regia di Pupi Avati (Italia)
  - Il ladro (Vor), regia di Pavel Chukhraj (Russia)
- 1999
  - Central do Brasil (Central do Brasil), regia di Walter Salles (Brasile)
  - Festen - Festa in famiglia (Festen), regia di Thomas Vinterberg (Danimarca)
  - Angeli armati (Men with Guns), regia di John Sayles (USA)
  - La sposa polacca (De Poolse bruid), regia di Karim Traïdia (Paesi Bassi)
  - Tango (Tango, no me dejes nunca), regia di Carlos Saura (Spagna / Argentina)

### 2000
- 2000
  - Tutto su mia madre (Todo sobre mi madre), regia di Pedro Almodóvar (Spagna)
  - Aimée & Jaguar (Aimée & Jaguar), regia di Max Färberböck (Germania)
  - Est-ovest - Amore-libertà (Est - Ouest), regia di Régis Wargnier (Francia/Russia)
  - La ragazza sul ponte (Fille sur le pont), regia di Patrice Leconte (Francia)
  - Il violino rosso (Le violon rouge), regia di François Girard (Italia/Canada)
- 2001
  - La tigre e il dragone (Wo hu cang long), regia di Ang Lee (Taiwan)
  - Amores perros (Amores Perros), regia di Alejandro González Iñárritu (Messico)
  - I cento passi (I cento passi), regia di Marco Tullio Giordana (Italia)
  - Malèna (Malèna), regia di Giuseppe Tornatore (Italia)
  - L'amore che non muore (La veuve de Saint-Pierre), regia di Patrice Leconte (Francia)
- 2002
  - No Man's Land (No Man's Land), regia di Danis Tanović (Bosnia)
  - Disperato aprile (Abril Despedaçado), regia di Walter Salles (Brasile)
  - Il favoloso mondo di Amélie (Le Fabuleux destin d'Amélie Poulain) di Jean-Pierre Jeunet (Francia)
  - Monsoon Wedding - Matrimonio indiano (Monsoon Wedding), regia di Mira Nair (India)
  - Y tu mamá también - Anche tua madre (Y tu mamá también), regia di Alfonso Cuarón (Messico)
- 2003
  - Parla con lei (Hable con ella), regia di Pedro Almodóvar (Spagna)
  - City of God (Cidade de Deus), regia di Fernando Meirelles (Brasile)
  - Il crimine di padre Amaro (El Crimen del padre Amaro), regia di Carlos Carrera (Messico)
  - Nowhere in Africa (Nirgendwo in Afrika), regia di Caroline Link (Germania)
  - Balzac e la piccola sarta cinese (Xiao cai feng), regia di Dai Sijie (Francia/Cina)
  - Hero (Ying xiong), regia di Zhang Yimou (Cina)
- 2004
  - Osama (Osama), regia di Siddiq Barmak (Afghanistan)
  - Le invasioni barbariche (Les invasions barbares), regia di Denys Arcand (Canada)
  - Good Bye, Lenin! (Good Bye Lenin!), regia di Wolfgang Becker (Germania)
  - Monsieur Ibrahim e i fiori del Corano (Monsieur Ibrahim et les fleurs du Coran), regia di François Dupeyron (Francia)
  - Il ritorno (Vozvraščenie), regia di Andrej Zvjagincev (Russia)
- 2005
  - Mare dentro (Mar Adentro), regia di Alejandro Amenábar (Spagna)
  - Les choristes - I ragazzi del coro (Les choristes), regia di Christophe Barratier (Francia)
  - I diari della motocicletta (Diarios de motocicleta), regia di Walter Salles (Argentina)
  - La foresta dei pugnali volanti (Shi mian mai fu), regia di Zhang Yimou (Cina)
  - Una lunga domenica di passioni (Un long dimanche de fiançailles), regia di Jean-Pierre Jeunet (Francia)
- 2006
  - Paradise Now, regia di Hany Abu-Assad (Palestina)
  - Joyeux Noël - Una verità dimenticata dalla storia, regia di Christian Carion (Francia)
  - Kung Fusion (Kung Fu Hustle), regia di Stephen Chow (Cina)
  - The Promise, regia di Chen Kaige (Cina)
  - Il suo nome è Tsotsi (Tsotsi), regia di Gavin Hood (Sudafrica)
- 2007
  - Lettere da Iwo Jima (Letters from Iwo Jima), regia di Clint Eastwood (USA/Giappone)
  - Apocalypto, regia di Mel Gibson (USA)
  - Il labirinto del fauno (El laberinto del Fauno), regia di Guillermo del Toro (Messico)
  - Le vite degli altri (Das Leben der Anderen), regia di Florian Henckel von Donnersmarck (Germania)
  - Volver - Tornare, regia di Pedro Almodóvar (Spagna)
- 2008
  - Lo scafandro e la farfalla (Le scaphandre et le papillon), regia di Julian Schnabel (Francia)
  - 4 mesi, 3 settimane, 2 giorni (4 luni, 3 săptămâni şi 2 zile), regia di Cristian Mungiu (Romania)
  - Il cacciatore di aquiloni (The Kite Runner), regia di Marc Forster (USA)
  - Lussuria - Seduzione e tradimento (Se, jie), regia di Ang Lee (Taiwan)
  - Persepolis (Persepolis), regia di Marjane Satrapi e Vincent Paronnaud (Francia)
- 2009
  - Valzer con Bashir (Waltz with Bashir), regia di Ari Folman (Israele)
  - La banda Baader Meinhof (Der Baader Meinhof Komplex), regia di Uli Edel (Germania)
  - Maria Larssons eviga ögonblick, regia di Jan Troell (Svezia/Danimarca)
  - Gomorra, regia di Matteo Garrone (Italia)
  - Ti amerò sempre (Il y a longtemps que je t'aime), regia di Philippe Claudel (Francia)

### 2010
- 2010
  - Il nastro bianco (Das weiße Band), regia di Michael Haneke (Germania)
  - Baarìa, regia di Giuseppe Tornatore (Italia)
  - Gli abbracci spezzati (Los abrazos rotos), regia di Pedro Almodóvar (Spagna)
  - Affetti & dispetti (La nana), regia di Sebastián Silva (Cile)
  - Il profeta (Un prophète), regia di Jacques Audiard (Francia)
- 2011
  - In un mondo migliore (Hævnen), regia di Susanne Bier (Danimarca)
  - Biutiful, regia di Alejandro González Iñárritu (Messico)
  - Il concerto (Le Concert), regia di Radu Mihăileanu (Francia)
  - Io sono l'amore, regia di Luca Guadagnino (Italia)
  - Kraj, regia di Alexei Uchitel (Russia)
- 2012
  - Una separazione (Jodāyi-e Nāder az Simin), regia di Asghar Farhadi (Iran)
  - I fiori della guerra (Jin líng shí san chai), regia di Zhang Yimou (Cina)
  - Nella terra del sangue e del miele (In the Land of Blood and Honey), regia di Angelina Jolie (USA)
  - La pelle che abito (La piel que habito), regia di Pedro Almodóvar (Spagna)
  - Il ragazzo con la bicicletta (Le Gamin au vélo), regia di Jean-Pierre e Luc Dardenne (Francia/Belgio/Italia)
- 2013
  - Amour, regia di Michael Haneke (Austria)
  - Kon-Tiki, regia di Joachim Rønning e Espen Sandberg (Norvegia)
  - Royal Affair (En kongelig affære), regia di Nikolaj Arcel (Danimarca/Svezia/Repubblica Ceca)
  - Quasi amici - Intouchables (Intouchables), regia di Olivier Nakache e Éric Toledano (Francia)
  - Un sapore di ruggine e ossa (De rouille et d'os), regia di Jacques Audiard (Francia/Belgio)
- 2014
  - La grande bellezza, regia di Paolo Sorrentino (Italia)
  - Si alza il vento (風立ちぬ), regia di Hayao Miyazaki (Giappone)
  - Il passato (Le Passé), regia di Asghar Farhadi (Iran)
  - Il sospetto (Jagten), regia di Thomas Vinterberg (Danimarca)
  - La vita di Adele (La vie d'Adèle), regia di Abdellatif Kechiche (Francia)
- 2015
  - Leviathan (Leviafan), regia di Andrej Petrovič Zvjagincev (Russia)
  - Ida, regia di Paweł Pawlikowski (Polonia)
  - Tangerines (Mandariinid), regia di Zaza Urushadze (Estonia)
  - Forza maggiore (Turist), regia di Ruben Östlund (Svezia)
  - Viviane (Gett: The Trial of Vivianne), regia di Ronit Elkabetz e Shlomi Elkabetz (Israele)
- 2016
  - Il figlio di Saul (Saul fia), regia di László Nemes (Ungheria)
  - Il club (El club), regia di Pablo Larraín (Cile)
  - Dio esiste e vive a Bruxelles (Le tout nouveau testament), regia di Jaco Van Dormael (Belgio)
  - Miekkailija, regia di Klaus Härö (Finlandia)
  - Mustang, regia di Deniz Gamze Ergüven (Francia)
- 2017
  - Elle, regia di Paul Verhoeven (Francia)
  - Il cliente (Forušande), regia di Asghar Farhadi (Iran)
  - Divines, regia di Houda Benyamina (Francia)
  - Neruda, regia di Pablo Larraín (Cile)
  - Vi presento Toni Erdmann (Toni Erdmann), regia di Maren Ade (Germania)
- 2018
  - Oltre la notte (Aus dem Nichts), regia di Fatih Akın (Germania)
  - Una donna fantastica (Una mujer fantástica), regia di Sebastián Lelio (Cile)
  - Loveless, regia di Andrej Petrovič Zvjagincev (Russia)
  - Per primo hanno ucciso mio padre (First They Killed My Father), regia di Angelina Jolie (Cambogia)
  - The Square, regia di Ruben Östlund (Svezia)
- 2019
  - Roma, regia di Alfonso Cuarón (Messico)
  - Cafarnao - Caos e miracoli (Cafarnaúm), regia di Nadine Labaki (Libano)
  - Girl, regia di Lukas Dhont (Belgio)
  - Opera senza autore (Werk ohne Autor), regia di Florian Henckel von Donnersmarck (Germania)
  - Un affare di famiglia (Manbiki kazoku), regia di Hirokazu Kore'eda (Giappone)

### 2020
- 2020
  - Parasite (Gisaenchung), regia di Bong Joon-ho (Corea del Sud)
  - Dolor y gloria, regia di Pedro Almodóvar (Spagna)
  - The Farewell - Una bugia buona (The Farewell), regia di Lulu Wang (Stati Uniti d'America)
  - I miserabili (Les Misérables), regia di Ladj Ly (Francia)
  - Ritratto della giovane in fiamme (Portrait de la jeune fille en feu), regia di Céline Sciamma (Francia)
- 2021
  - Minari, regia di Lee Isaac Chung (Stati Uniti d'America)
  - Un altro giro (Druk), regia di Thomas Vinterberg (Danimarca)
  - La llorona, regia di Jayro Bustamante (Guatemala)
  - La vita davanti a sé, regia di Edoardo Ponti (Italia)
  - Due (Deux), regia di Filippo Meneghetti (Francia)
- 2022
  - Drive My Car, regia di Ryūsuke Hamaguchi (Giappone)
  - Scompartimento n. 6 - In viaggio con il destino (Hytti nro 6), regia di Juho Kuosmanen (Finlandia)
  - È stata la mano di Dio, regia di Paolo Sorrentino (Italia)
  - Un eroe (Qahremān), regia di Asghar Farhadi (Iran)
  - Madres paralelas, regia di Pedro Almodóvar (Spagna)
- 2023
  - Argentina, 1985, regia di Santiago Mitre (Argentina)
  - Niente di nuovo sul fronte occidentale (Im Westen nichts Neues), regia di Edward Berger (Germania)
  - Close, regia di Lukas Dhont (Belgio, Francia, Paesi Bassi)
  - Decision to Leave (Decision to Leave), regia di Park Chan-wook (Corea del sud)
  - RRR, regia di S. S. Rajamouli (India)
- 2024
  - Anatomia di una caduta (Anatomie d'une chute), regia di Justine Triet (Francia)
  - Foglie al vento (Kuolleet lehdet), regia di Aki Kaurismäki (Finlandia)
  - Io capitano, regia di Matteo Garrone (Italia)
  - Past Lives, regia di Celine Song (Stati Uniti)
  - La società della neve (La sociedad de la nieve), regia di Juan Antonio Bayona (Spagna)
  - La zona d'interesse (The Zone of Interest), regia di Jonathan Glazer (Regno Unito/Polonia/Stati Uniti)
- 2025
  - Emilia Pérez, regia di Jacques Audiard (Francia)
  - All We Imagine As Light - Amore a Mumbai (All We Imagine as Light), regia di Payal Kapadiya (India, Francia, Paesi Bassi, Lussemburgo, Italia)
  - Io sono ancora qui (Ainda estou aqui), regia di Walter Salles (Brasile, Francia)
  - Pigen med nålen, regia di Magnus von Horn (Danimarca, Polonia, Svezia)
  - Il seme del fico sacro (Dāne-ye anjīr-e ma'ābed), regia di Mohammad Rasoulof (Iran, Germania, Francia)
  - Vermiglio, regia di Maura Delpero (Italia, Francia, Belgio)